# 35mmゲージ
35mmゲージ (35ミリゲージ) とは、日本の鉄道模型の規格のひとつ。

## 概要
軌間35mm、縮尺1/30である。科学画報誌にて香西健が提唱した。日本独自の規格で、鉄道省などの狭軌車両を製作するための規格である。概ね1番ゲージの狭軌版に相当する。製品は朝日屋 (大阪府)、関電機製作所、西尾音吉模型工場、河合模型製作所で発売された。
第二次世界大戦前の1935年（昭和10年）ごろに主流であったが、戦後はOゲージ、16番ゲージが主流となり、廃れた。